# مدل‌سازی افزاره نیم‌رسانا

سلسله مراتب فناوری ساخت ابزارهای کَد از سطح فرایند تا مدارها. نمادهای سمت چپ مشکلات تولید معمولی را نشان می‌دهند. نمادهای سمت راست نتایج مقیاس‌بندی ماس را بر اساس تی‌کَد بازتاب می‌کنند. اعتبار: پروفسور رابرت داتون در خودکارسازی طراحی الکترونیک سی‌آرسی برای کتابچه آی‌سی، جلد دوم، فصل ۲۵، با اجازه.

مدل‌سازی افزاره نیم‌رسانا (به انگلیسی: Semiconductor device modeling)، مدل‌هایی را برای رفتار افزاره‌های الکتریکی بر اساس مبانی فیزیک، مانند پروفایل‌های آلایش افزاره‌ها ایجاد می‌کند. همچنین ممکن است شامل ایجاد مدل‌های فشرده (مانند مدل‌های معروف ترانزیستور اسپایس) باشد که سعی می‌کنند رفتار الکتریکی چنین افزاره‌هایی را به تصویر بکشند، اما به‌طور کلی آنها را از فیزیک پایه استخراج نمی‌کنند. معمولاً از خروجی یک شبیه‌سازی فرایند نیم‌رسانا شروع می‌شود.

## معرفی

طرح‌وارهٔ دو طبقه اینورتر سیماس که نمودارهای ولتاژ-زمان ورودی و خروجی را نشان می‌دهد. I_{on} و I_{off} (همراه با مؤلفه‌های I_{DG}, I_{SD} و I_{DB}) عامل‌های کنترل‌شده فناوری را نشان می‌دهد. اعتبار: پروفسور رابرت داتون در خودکارسازی طراحی الکترونیک برای آی‌سی، جلد دوم، فصل ۲۵، با اجازه.

شکل سمت راست نمای مفهومی ساده شده‌ای از «تصویر بزرگ» ارائه می‌دهد. این شکل دو طبقه مبدل و نمودار ولتاژ-زمان ورودی-خروجی مدار را نشان می‌دهد. از نقطه نظر سامانه‌های دیجیتال، پارامترهای کلیدی مورد علاقه عبارتند از: تاخیرهای زمان‌بندی، توان کلیدزنی، جریان نشتی و تزویج-متقاطع (هم‌شنوی) با بلوک‌های دیگر. سطوح ولتاژ و سرعت گذرش (به انگلیسی: transition) نیز نگران کننده است.
شکل همچنین به صورت طرح‌واره اهمیت Ion درمقابل Ioff را نشان می‌دهد که به نوبه خود به جریان-راه‌اندازی (و تحرک‌پذیری) برای افزاره روشن و چندین مسیر نشتی برای افزاره‌های «خاموش» مربوط می‌شود. به صراحت در شکل، ظرفیت‌های ذاتی و پارازیتی که بر عملکرد دینامیکی تأثیر می‌گذارند، نشان داده نشده است.
مقیاس‌بندی توان که در حال حاضر یک نیروی محرکه اصلی در این صنعت است در معادله ساده نشان داده شده در شکل منعکس شده است - پارامترهای حیاتی ظرفیت خازنی، منبع تغذیه و فرکانس کلاکینگ هستند. پارامترهای کلیدی که رفتار افزاره را با عملکرد سیستم مرتبط می‌کند شامل ولتاژ آستانه، جریان راه‌اندازی و مشخصه‌های زیرآستانه است.
این تلاقی مسائل مربوط به عملکرد سامانه با متغیرهای زیربنایی فناوری و طراحی افزاره است که منجر به قوانین مقیاس‌بندی مداوم می‌شود که اکنون به عنوان قانون مور تدوین می‌کنیم.

## مدل‌سازی افزاره
فیزیک و مدل‌سازی افزاره‌ها در مدارهای مجتمع تحت‌سلطه ماس و مدل‌سازی ترانزیستور دوقطبی است. با این حال، افزاره‌های دیگری مانند افراره‌های حافظه که نیازهای مدل‌سازی متفاوتی دارند، مهم هستند. البته مسائل مهندسی قابلیت اطمینان نیز وجود دارد - به عنوان مثال، مدارها و افزاره‌های حفاظتی تخلیه الکترواستاتیک (ئی‌اس‌دی) - که در آن افزاره‌های زیرلایه و پارازیتی اهمیت اساسی دارند. این اثرات و مدل‌سازی توسط اکثر برنامه‌های مدل‌سازی افزاره در نظر گرفته نمی‌شود. خواننده علاقه‌مند به چندین تک‌نگاری عالی در زمینه مدل‌سازی ئی‌اس‌دی و I/O ارجاع می‌دهد.

## نگرش فیزیکی دربرابر مدل‌های فشرده

نمونه ای از مدل‌سازی مبتنی بر فیزیک یک ماسفت. رنگ کران‌نما نشان‌دهنده چگالی محلی حالت‌های فضایی است. بایاس گیت در ماسفت نانوسیمی در بایاس درین Vd=0.6V متغیر است. به سطوح انرژی محدود هنگام حرکت با بیاس گیت توجه کنید.

مدل‌سازی افزاره‌های مبتنی بر فیزیک دقیق است، اما برای ابزارهای سطح بالاتر، از جمله شبیه‌سازهای مدار مانند اسپایس، به اندازه کافی سریع نیست؛ بنابراین، شبیه‌سازهای مدار معمولاً از مدل‌های تجربی بیشتر (که اغلب مدل‌های فشرده نامیده می‌شوند) استفاده می‌کنند که مستقیماً فیزیک زیربنایی را مدل‌سازی نمی‌کنند. به عنوان مثال، مدل‌سازی تحرک‌پذیری لایه-وارونه، یا مدل‌سازی تحرک‌پذیری و وابستگی آن به پارامترهای فیزیکی، شرایط محیطی و عملیاتی موضوع مهمی هم برای مدل‌های فیزیکی تی‌کد (فناوری طراحی به‌کمک رایانه) و هم برای مدل‌های فشرده در سطح مدار است. با این حال، این به‌طور دقیق از اصول اولیه مدل‌سازی نشده است، و بنابراین به برازش داده‌های تجربی متوسل می‌شود. برای مدل‌سازی تحرک‌پذیری در سطح فیزیکی، متغیرهای الکتریکی سازوکارهای مختلف پراکنش، چگالی حامل، و پتانسیل‌ها و میدان‌های محلی، از جمله فناوری و وابستگی‌های محیطی آن‌ها هستند.
در مقابل، در سطح-مداری، مدل‌ها اثرات را از نظر ولتاژ پایانه و پارامترهای پراکنش تجربی پارامترسازی می‌کنند. این دو نمایش را می‌توان با هم مقایسه کرد، اما در بسیاری از موارد مشخص نیست که چگونه داده‌های تجربی باید از نظر رفتار میکروسکوپی تر تفسیر شوند.

## تاریخ
تکامل فن‌آوری طراحی به کمک کامپیوتر (تی‌کد) - ترکیب هم افزایی فرایند، افزاره و مدار و ابزارهای شبیه‌سازی و مدل‌سازی - ریشه‌های خود را در فناوری دوقطبی می‌یابد که از اواخر دهه ۱۹۶۰ شروع شد و چالش‌های پیوند عایق‌شده، ترانزیستورهایی با پخش دوگانه و سه‌گانه. این قطعات و فناوری اساس اولین مدارهای مجتمع بودند؛ با این وجود، بسیاری از مسائل مقیاس‌بندی و اثرات فیزیکی زیربنایی، حتی پس از چهار دهه توسعه آی‌سی، در طراحی آی‌سی ضروری هستند. با این نسل‌های اولیه آی‌سی، تغییرپذیری فرایند و بازده پارامتریک یک موضوع بود - موضوعی که به عنوان یک عامل کنترل‌کننده در فناوری آی‌سی آینده نیز ظاهر خواهد شد.
مسائل کنترل فرایند - هم برای افزاره‌های ذاتی و هم برای همه پارازیتی‌های مرتبط - چالش‌های بزرگی را ارائه می‌کرد و توسعه طیف وسیعی از مدل‌های فیزیکی پیشرفته را برای شبیه‌سازی فرایند و افزاره الزامی کرد. از اواخر دهه ۱۹۶۰ و تا دهه ۱۹۷۰، رویکردهای مدلسازی مورد استفاده عمدتاً شبیه‌سازهای یک بعدی و دو بعدی بودند. در حالی که تی‌کد در این نسل‌های اولیه نویدهای هیجان‌انگیزی در پرداختن به چالش‌های فیزیک‌محور فناوری دوقطبی را نشان داد، مقیاس‌پذیری برتر و مصرف توان فناوری ماس صنعت آی‌سی را متحول کرد. در اواسط دهه ۱۹۸۰، سیماس به محرک غالب برای الکترونیک یکپارچه تبدیل شد. با این وجود، این پیشرفت‌های اولیه تی‌کد زمینه را برای رشد و استقرار گسترده آن‌ها به‌عنوان یک مجموعه ابزار ضروری فراهم کرد که توسعه فناوری را از طریق دوره‌های وی‌ال‌اس‌آی و یوال‌اس‌آی که اکنون جریان اصلی هستند، تحت تأثیر قرار داده است.
توسعه آی‌سی برای بیش از ربع قرن تحت سلطه فناوری ماس بوده است. در دهه‌های ۱۹۷۰ و ۱۹۸۰ اِن‌ماس به دلیل مزایای سرعت و مساحت، همراه با محدودیت‌های فناوری و نگرانی‌های مربوط به عایق‌سازی، اثرات پارازیتی و پیچیدگی فرایند مورد توجه قرار گرفت. در آن دوران ال‌اس‌آی تحت‌سلطه اِن‌ماس و ظهور وی‌ال‌اس‌آی، قوانین اساسی مقیاس‌بندی فناوری ماس تدوین و به‌طور گسترده اعمال شد. همچنین در این دوره بود که تی‌کد از نظر تحقق مدل‌سازی فرایند مقاوم (عمدتاً تک‌بعدی) به بلوغ رسید که سپس به یک ابزار طراحی فناوری مجتمع تبدیل شد که به‌طور جهانی در سراسر این صنعت مورد استفاده قرار می‌گیرد. در همان زمان، شبیه‌سازی افزاره‌ها، عمدتاً دوبعدی به دلیل ماهیت افزاره‌های ماس، به ابزار کار فن‌آوران در طراحی و مقیاس‌بندی افزاره‌ها تبدیل شد. انتقال از فناوری اِن‌ماس به فناوری سیماس منجر به نیاز به شبیه‌سازهای کاملاً دوبعدی و محکم برای شبیه‌سازی فرایند و افزاره شد. این نسل سوم از ابزارهای تی‌کد برای پرداختن به پیچیدگی کامل فناوری سیماس چاه-دوقلو (نگاه کنید به شکل 3a)، از جمله مسائل مربوط به قوانین طراحی و اثرات پارازیتی مانند قفل‌شدگی، حیاتی شد. چشم‌انداز اختصاری از این دوره، تا اواسط دهه ۱۹۸۰، در اینجا آورده شده است. و از نقطه نظر چگونگی استفاده از ابزارهای تی‌کد در فرایند طراحی، نگاه کنید به.